# Кленовик (Шкоцян)
Кленовик (словен. Klenovik) — поселення в общині Шкоцян, регіон Південно-Східна Словенія, Словенія.